# Leonard Kornoš
| 10207 Comeniana      | 16 agosto 1997   |
| 13370 Júliusbreza    | 7 novembre 1998  |
| 15376 Marták         | 1º febbraio 1997 |
| 21802 Svoreň         | 6 ottobre 1999   |
| 22469 Poloniny       | 2 febbraio 1997  |
| 22558 Mladen         | 22 aprile 1998   |
| 24862 Hromec         | 27 febbraio 1996 |
| 24974 Macúch         | 21 aprile 1998   |
| 29824 Kalmančok      | 23 febbraio 1999 |
| 33129 Ivankrasko     | 1º febbraio 1998 |
| 33158 Rúfus          | 26 febbraio 1998 |
| 39880 Dobšinský      | 15 marzo 1998    |
| 53910 Jánfischer     | 6 aprile 2000    |
| 59389 Oskarvonmiller | 24 marzo 1999    |
| 59419 Prešov         | 9 aprile 1999    |
| 67019 Hlohovec       | 13 dicembre 1999 |
| 121336 Žiarnadhronom | 6 ottobre 1999   |

Leonard Kornoš (1956) è un astronomo slovacco.
Il Minor Planet Center gli accredita le scoperte di 37 asteroidi, effettuate tra il 1996 e il 2004, tutte in collaborazione con altri scopritori: Adrián Galád, Štefan Gajdoš, Dušan Kalmančok, Peter Kolény, Juraj Tóth e Jozef Világi.
Gli è stato dedicato l'asteroide 23899 Kornoš.